# بلييس (آن)
بلييس (بالفرنسية: Blyes)‏ هي بلدية فرنسية تقع في إقليم الآن في فرنسا. رمز إنسي لها هو:1047. أما الرمز البريدي لها فهو: 1150.